# Facie
Facie je obecně souhrn pozorovatelných znaků určité části geologického tělesa v kontrastu se znaky jiné části téhož tělesa, popřípadě změna těchto znaků, která nastala v geografické oblasti. Dále se tento termín používá pro odlišení určité části geologické jednotky, která se svým vzhledem a složením odlišuje od ostatních částí této jednotky.

## Druhy facií
Sedimentární facie se rozlišují podle geografického vývoje (pobřežní, hlubokomořská, jezerní atd.) či podle petrografického vývoje (pískovcová, jílovitá, vápencová atd.).
Heteropické facie jsou různé facie téhož sedimentárního prostoru. Na příklad dva druhy současně vzniklých sedimentů Atlantského oceánu, ze kterých jeden vychází z litorálního pásma a druhý ze dna oceánu.
Minerální facie (P. Eskola 1921) tvoří souhrn hornin, ve kterých vzniká při měnícím se chemickém složení zákonitý sled minerálních asociací.  kdy příslušnost horniny k určité facii je dána přítomností kritického minerálu či kritické asociace minerálů. Princip minerální facie byl původně používán na magmatity i metamorfity. Každá facie se tvoří při určitých podmínkách tlaku a teploty, takže podle příslušnosti k určité facii je možno usuzovat na intenzitu tlakových a teplotních podmínek. Podle klesající teploty se minerální facie řadí takto: eklogitová, sanidinitová, pyroxenických rohovců, amfibolitová, albito-epidotických amfibolitů a zelených břidlic.
Magmatické facie jsou vytvořeny z hornin téhož magmatu, které vznikly diferenciací a liší se od základního horninového typu buď strukturou nebo složením. Na příklad okrajová porfyrická facie říčanské žuly.
Metamorfní facie je definována na základě přítomnosti stabilní, prostorově omezené minerální asociace a s ní spojených typických hornin, na jejichž základě lze odhadovat teplotní a tlakové podmínky, za kterých došlo k metamorfóze a následně rekonstruovat jak výchozí chemické složení hornin, tak i stupeň jejich přeměny.